# ناظرلی
ناظرلی (به لاتین: Nazırlı) یک منطقه مسکونی در جمهوری آذربایجان است که در شهرستان بردع واقع شده است. ناظرلی ۱۶۱۱ نفر جمعیت دارد.